# Hydromyloidea
Hydromyloidea Pruvot-Fol, 1942 è una superfamiglia di molluschi gasteropodi dell'ordine Pteropoda.

## Descrizione
Il raggruppamento comprende molluschi pteropodi di piccole dimensioni, privi di conchiglia.

## Tassonomia
La superfamiglia comprende le seguenti famiglie:
- Hydromylidae Pruvot-Fol, 1942 (1862)
- Laginiopsidae Pruvot-Fol, 1922